# Certificat d'authenticité
Pour les articles homonymes, voir COA.

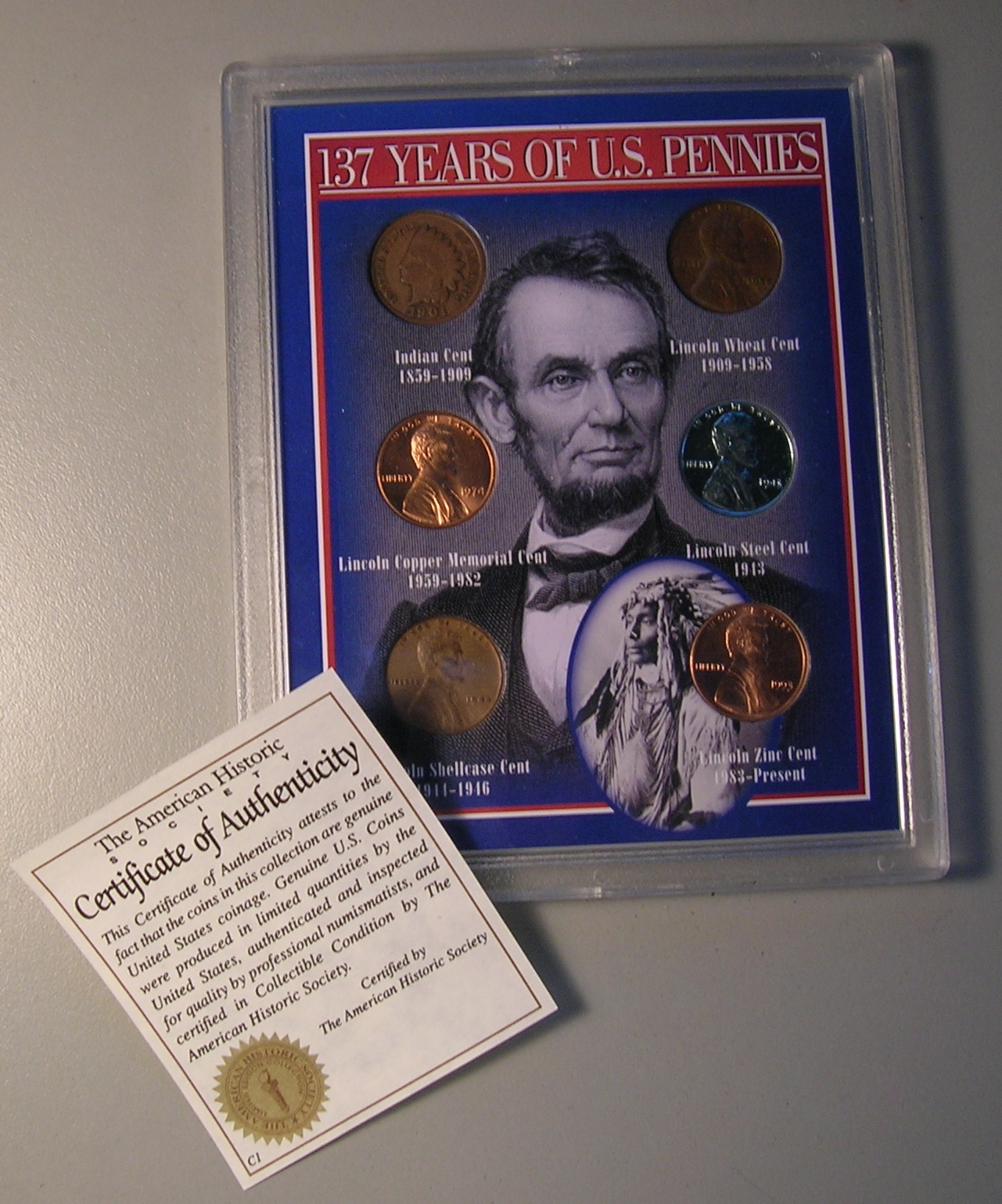
Pièces de monnaie de collection accompagnées d'un certificat d'authenticité

Un certificat d'authenticité (en anglais, certificate of authenticity ou COA) est un document nécessaire à l'attribution d'une œuvre à un artiste, ou de la paternité d'un témoignage à un individu. Il peut comporter le titre de l'œuvre, la date de sa création, le nom de l'artiste et différents éléments propres à la discipline artistique (support, dimensions, nombre d'exemplaires réalisés, matériaux, photo de l'œuvre, etc.).
Tous les certificats d’authenticité pour des objets d’art n’ont pas la même valeur : cela dépend du niveau d'expertise et de reconnaissance de la personne qui a réalisé le certificat.
En photographie, les certificats d'authenticité comprennent parfois un hologramme de sécurité, dont un double est collé à l'endos du tirage.